# Karlos Zurutuza
Karlos Zurutuza Aguado (n. San Sebastián, 1971) es un periodista vasco freelance especializado en zonas de conflicto de Oriente Medio. Licenciado en Filología Inglesa por la UPV/EHU, es colaborador habitual de Gara, Al Jazeera, Middle East Eye, Deutsche Welle o Jot Down, aunque su trabajo también ha sido publicado en 5W, Vice, Haaretz, The Guardian, Politico, The Independent, The Republik, The Diplomat, The Monocle, The New Internationalist, así como en otros medios, tanto estatales como extranjeros. En 2009 recibió el Premio Internacional de Periodismo Nawab Bugtipor un trabajo de campo sobre el pueblo baluche en Irán, Afganistán y Pakistán, así como el premio Rikardo Arregi, y el Argia Saria (ambos en el año 2012) por su cobertura del conflicto libio del 2011 para el diario Berria. En 2016 recibió la Beca Photographic Social Vision al Periodismo de Investigación junto con el fotoperiodista Ricardo García Vilanova para examinar el fenómeno migratorio en suelo libio, y en 2019 fue finalista del Prix Plumes Libresal mejor artículo internacional.

## Reportajes desde conflictos "olvidados"
En su dilatada carrera como periodista, Zurutuza ha publicado docenas de reportajes desde zonas de conflicto. Uno de sus mayores logros fue el acceder a la zona de Baluchistán (entre Pakistán, Afganistán e Irán) y contactar y fotografiar a las guerrillas baluches BLA y Lashkar-e-Balochistan dos de los grupos insurgentes más perseguidos por el gobierno pakistaní. Asimismo, ha cubierto en profundidad el conflicto kurdo desde los cuatro países en los que se reparte Kurdistán (Turquía, Irak, Irán y Siria), informando sobre el terreno del asedio y la destrucción de ciudades kurdas de Turquía, el malogrado proceso de paz entre Ankara y el PKK o la ofensiva sobre Raqqa, entre otros muchos acontecimientos. Libia es otro lugar en el que ha puesto el foco. Sigue viajando al país desde que lo pisó por primera vez en 2011 y su trabajo de campo quedó recogido ampliamente en el libro "Tierra Adentro" (Libros del K.O., 2018). Ya en menor medida, ha trabajado en otros lugares como el Sahara Occidental (tanto en los territorios liberados como en los ocupados), Cabilia (Argelia) o el Cáucaso (Georgia, Abjasia, Osetia del Sur, Nagorno Karabaj y Azerbaiyán).

## Libros
- "Tripoli-Kabul"[7] (Gaumin, 2012)
- "Ekialde Hurbila, muinak eta ertzak"[8] (Elkar, 2017) [Con Mikel Ayestaran[9] y Ane Irazabal[10]]
- "Tierra Adentro"[11] (Libros del K.O., 2018)
- "Respirando Fuego"[12] (Península, 2019) (Con David Meseguer)
- "Una trinchera en Marte. Historias de Baluchistán" (Libros del K.O., 2024)